# 益田陽一
益田 陽一（ますだ よういち、1850年12月18日（嘉永3年11月15日） - 1918年（大正7年）11月6日）は、日本の政治家、衆議院議員（1期）。

## 経歴
熊本県出身。漢学を学ぶ。熊本県会議員、天草銀行取締役となる。
1903年の第8回衆議院議員総選挙において熊本県郡部から帝国党公認で立候補して当選した。衆議院議員を1期務め、1904年の第9回衆議院議員総選挙は不出馬。1918年に死去した。